# Odd Børretzen
Odd Lunde Børretzen (21 de noviembre de 1926 - 3 de noviembre de 2012) fue un autor, ilustrador, traductor y uno de los más significativos escritores de textos de cantantes folklóricos y artistas en Noruega.

## Biografía
Nació en Fister en el municipio Hjelmeland como el hijo de un predicador. Cuando Odd tenía tres años, su familia se trasladó a Grorud en Oslo, su infancia se relata en el filme auto-biográfico Min barndoms verden (Mi mundo infantil, 1997; filmado como Da jeg traff Jesus ... med sprettert, 2000). Más tarde, entre 1946 y 1952, trabajó como telegrafista entre otras cosas.
Odd Børretzen debutó como escritor en 1959 con su propia ilustración de libros para niños Byen som laget brannbil (La ciudad que hizo un camión de bomberos). Lanzó su primer álbum discográfico en 1974, y esto fue producto de muchos años de colaboración con el famoso cantante folklórico y letrista noruego Alf Cranner. En 1981 inició una cooperación amplia con otro famoso cantante de folklor y letrista noruego Lars Martin Myhre, que más tarde tendría un profundo impacto en la vida musical de Noruega. Børretzen realizó Synd og skam (Piedad y vergüenza) el cual lo mostró en el Teatro Ibsen en 1994, sus manuscritos escritos siempre son nítidos e ingenioso y siempre con una ventaja en temas de actualidad o de la vida cotidiana universal.
Él fue bien conocido por sus muchas actuaciones con Julius Hougen en la radio y la televisión como Braathen, un jubilado. También fue el narrador de la serie de animación Kalles klatretre (escalada de árboles de Kalle) en NRK.
Odd Børretzen vivió en Holmestrand. Durante más de treinta años vivió con la escultora Eva Bødtker Nass.